# Febre hemorràgica de l'Ebola
La malaltia del virus Ebola (també febre hemorràgica de l'Ebola, EVD o EHF, segons les inicials en anglès), o simplement Ebola, és una malaltia dels éssers humans i altres primats causada per ebolavirus. Els signes i símptomes solen començar entre dos dies i tres setmanes després de contraure el virus com a febre, mal de coll, dolors musculars, i mal de cap. Llavors apareixen vòmits, diarrea i erupció que generalment segueixen, juntament amb la disminució de la funció del fetge i els ronyons. En aquest moment algunes persones comencen a sagnar tant interna com externament. La malaltia té un alt risc de mort, matant a entre 25 per cent i el 90 per cent dels infectats amb el virus, amb una mitjana cap a 50 per cent. La mort es dona sovint a causa de la baixa pressió sanguínia per la pèrdua de líquids, i en general es produeix 6-16 dies després que apareguin els símptomes.
El primer brot documentat d'Ebola va succeir el 1976 en l'antic Zaire (actualment República Democràtica del Congo), on es van detectar 318 casos i 280 morts amb una taxa de mortalitat del 88%. Aquest brot va ser causat pel virus Ebola-Zaire, una de les soques més epidèmiques i mortals de la història. Els brots de les febres hemorràgiques víriques tenen una taxa de mortalitat de fins al 90%.
El virus es propaga per contacte directe amb sang o altres líquids corporals d'un infectat humà o un altre animal. La infecció amb el virus també pot ocórrer per contacte directe amb un objecte o superfície recentment contaminats. La propagació de la malaltia a través de l'aire no s'ha documentat en el medi natural. L'EBOV es pot propagar pel semen o llet materna durant diverses setmanes o mesos després de la recuperació. Els ratpenats de la fruita d'Àfrica es creu que són el suport normal en la naturalesa, capaços de propagar el virus sense ser afectats per ell. Els éssers humans s'infecten per contacte amb els ratpenats o amb un animal viu o mort que ha estat infectat pels ratpenats. Després de produir-se la infecció humana, la malaltia també pot disseminar-se entre les persones. Altres malalties, com la malària, el còlera, la febre tifoide, la meningitis i altres febres hemorràgiques víriques poden semblar-se a la malaltia de l'Ebola. Les mostres de sang s'assagen per ARN viral, anticossos virals o per al mateix virus per confirmar el diagnòstic.
El control dels brots requereix serveis mèdics coordinats, juntament amb un cert nivell de compromís amb la comunitat. Els serveis mèdics inclouen: la ràpida detecció dels casos de la malaltia, el rastreig de contactes dels que han estat en contacte amb persones infectades, l'accés ràpid als serveis de laboratori, cura i maneig dels que estan infectats i la disposició adequada dels morts a través de la incineració o l'enterrament. la prevenció inclou la limitació de la propagació de malalties d'animals infectats als éssers humans. Això es pot fer pel maneig de carn d'animals silvestres potencialment infectats només amb roba protectora i per la cocció a fons abans del seu consum. també inclou l'ús de roba protectora adequada i rentada de mans quan s'està al voltant d'una persona amb la malaltia. Les mostres de líquids corporals i teixits de persones amb la malaltia han de ser manejats amb precaució especial.
Cap tractament específic ni vacuna per al virus està disponible al mercat, tot i que s'estan estudiant una sèrie de tractaments potencials. Els esforços per ajudar a les persones infectades són de suport; que inclouen ja sigui la teràpia de rehidratació oral (begudes lleugerament ensucrades i aigua salada) o l'administració de líquids per via intravenosa, així com tractament dels símptomes. Aquesta atenció de suport millora dels resultats. La malaltia de l'Ebola va ser identificada per primera vegada el 1976 en una zona del Sudan (ara part del Sudan del Sud), i al Zaire (avui República Democràtica del Congo). La malaltia generalment es presenta en brots en les regions tropicals de l'Àfrica sudsahariana. Durant el 2013, l'Organització Mundial de la Salut va comunicar un total de 1.716 casos en 24 brots. El major brot fins a la data és l'epidèmia en curs a l'Àfrica occidental, que se centra a Guinea, Sierra Leone i Libèria.

## Signes i símptomes

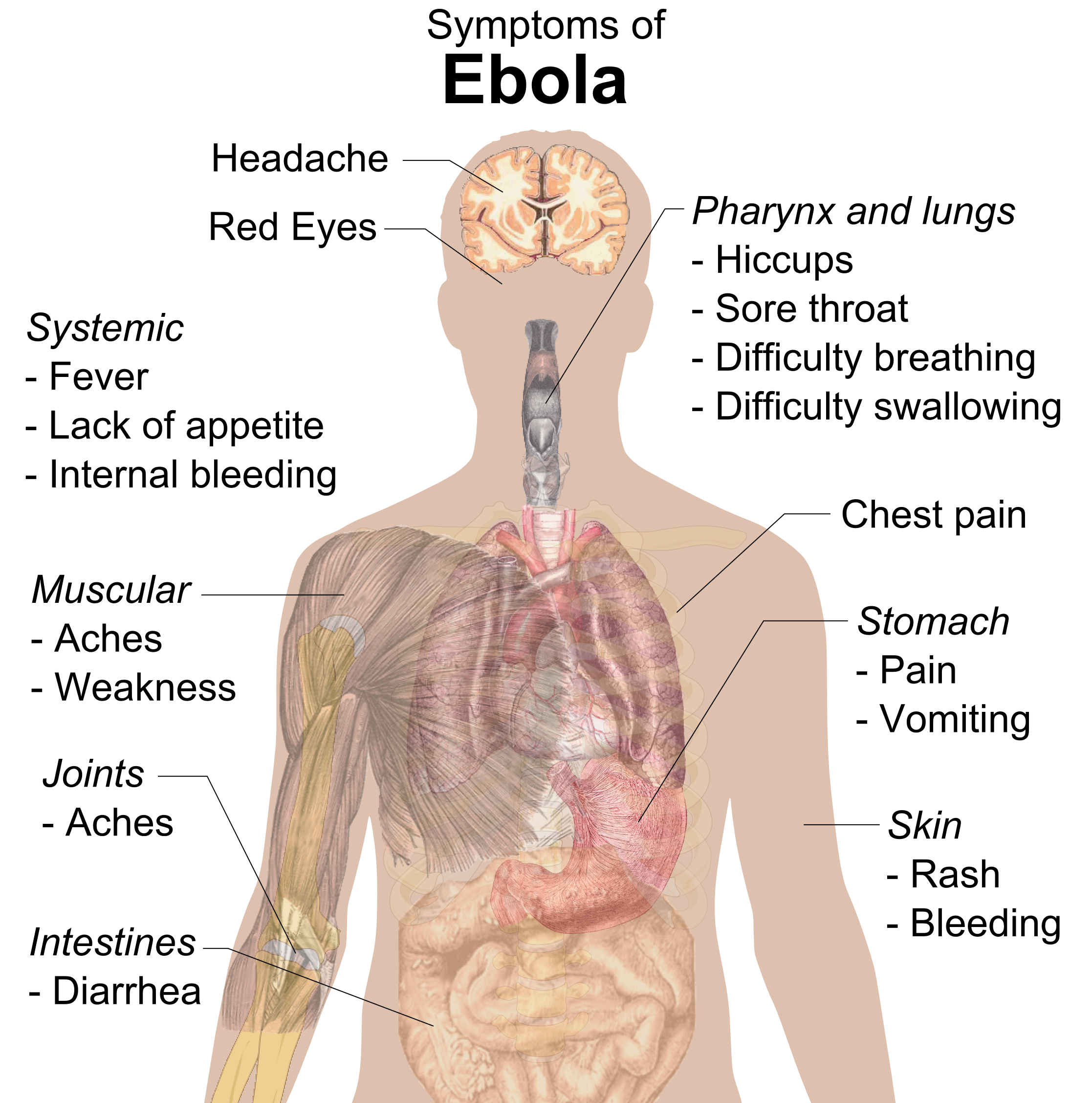
Signes i símptomes de l'Ebola

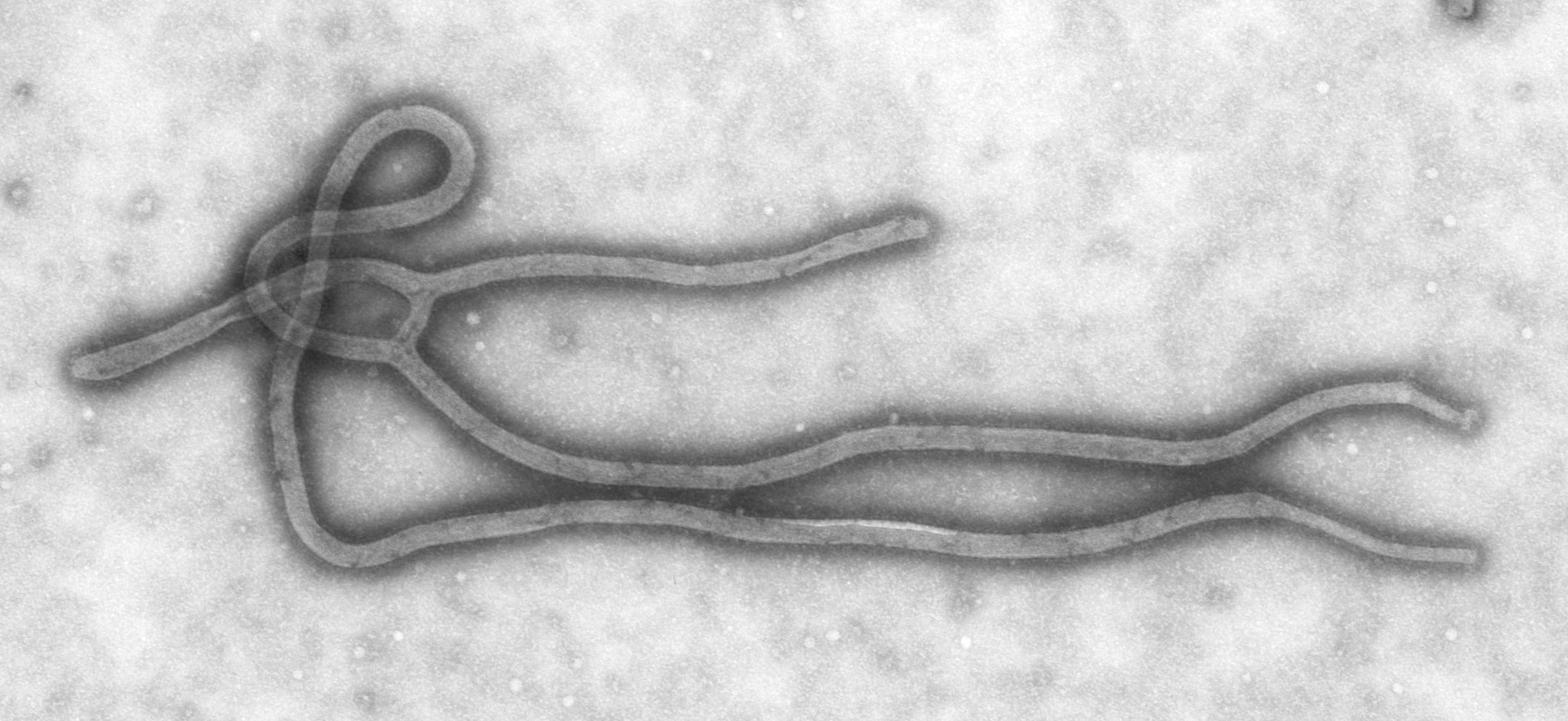
Micrografia electrònica del virus de l'Ebola

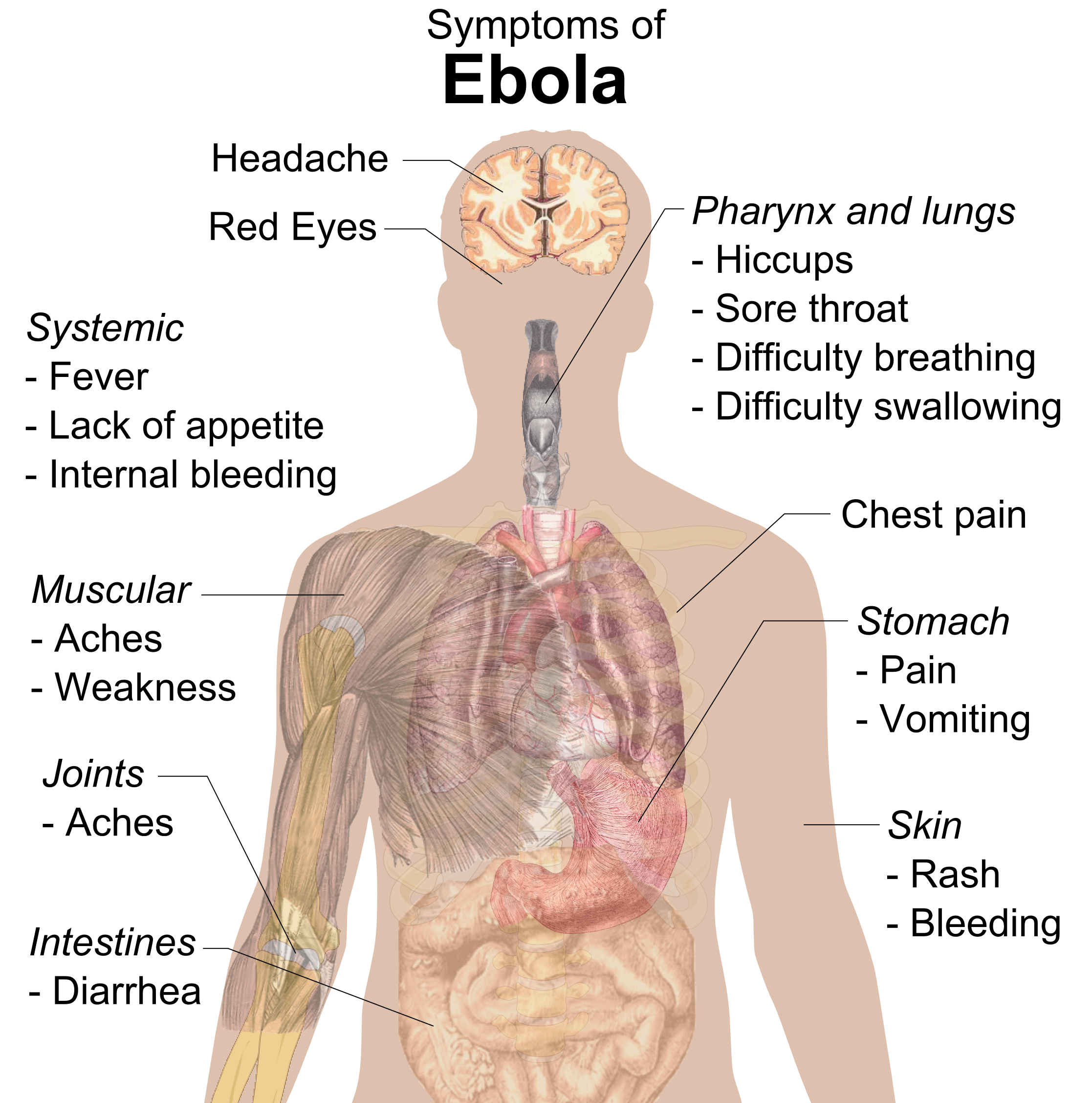
Diagrama dels símptomes de la febre hemorràgica de l'Ebola.

El període entre l'exposició al virus i l'aparició de símptomes (període d'incubació) és d'entre 2 a 21 dies. Molt sovint és entre 4 a 10 dies. No obstant això, les recents estimacions basades en models matemàtics prediuen que al voltant del 5% dels casos pot trigar més de 21 dies en desenvolupar-se.
Els símptomes solen començar amb una etapa semblant a una grip sobtada caracteritzada per cansament, febre, debilitat, pèrdua de gana, dolor muscular, dolor en les articulacions, mal de cap i mal de coll. La febre sol ser superior a 38,3 ° C (100,9 ° F). Això és sovint seguit de vòmits, diarrea i dolor abdominal. A continuació, es pot produir dificultat per respirar i dolor al pit, juntament amb inflor, mal de cap i confusió. En aproximadament la meitat dels casos, la pell pot desenvolupar una erupció maculopapular (una àrea vermella plana coberta de petites protuberàncies), que pot ser vista de 5 a 7 dies després de l'inici dels símptomes.
En alguns casos, es pot produir una hemorràgia interna i externa. Això comença típicament cinc a set dies després dels primers símptomes. Totes les persones infectades mostren certa disminució de la coagulació de la sang. S'ha informat en el 40-50 per cent dels casos de sagnat de les mucoses o dels llocs de puncions d'agulla. Això pot provocar el vòmit de sang, tos amb sang o sang a la femta. Les hemorràgies a la pell pot crear petèquies, púrpura, equimosi o hematomes (especialment al voltant dels punts d'injecció d'agulla). També es pot produir el sagnat en la part blanca dels ulls. El sagnat abundant és poc freqüent, i si es produeix, en general es troba dins del tracte gastrointestinal.
La recuperació pot començar entre 7 i 14 dies després de l'inici dels símptomes. La mort, si es produeix, es dona normalment de 6 a 16 dies des de l'inici dels símptomes i és sovint a causa de la baixa pressió sanguínia per la pèrdua de líquids. En general, el sagnat sovint indica un pitjor resultat, i aquesta pèrdua de sang pot causar la mort. La gent sovint es troba en estat de coma, prop del final de la vida. Els que sobreviuen sovint tenen continu dolor muscular i a les articulacions, inflamació del fetge, disminució de l'audició, i poden tenir símptomes del cos com ara sensació de cansament, debilitat continuada, disminució de la gana i dificultat per tornar al pes anterior a la malaltia. A més es desenvolupen anticossos contra l'Ebola que duren com a mínim 10 anys, però no és clar si són immunes a les infeccions repetides. Si algú sobreviu a l'Ebola, ja no pot transmetre la malaltia.

## Causa
EVD (Ebola virus disease, en anglès) en els éssers humans és causada per quatre dels cinc virus del gènere Ebolavirus. Els quatre són virus de Bundibugyo (BDBV, de l'anglès), virus de Sudan (SUDV, de l'anglès), virus del Bosc de Taï (TAFV, de l'anglès) i un simplement anomenat virus de l'Ebola (EBOV, anteriorment virus Ebola Zaire). L'EBOV, ebolavirus de l'espècia del Zaire, és el més perillós dels virus coneguts causant de l'EVD, i és responsable de la major quantitat de brots. El cinquè virus, el virus Reston (RESTV, de l'anglès), no es creu que causi malalties en els éssers humans, però ha causat malalties en altres primats. Tots els cinc virus estan estretament relacionats amb els marburgvirus.El virus d'Ebola es va introduir en la població humana a conseqüència d'un contacte estret amb la sang, secrecions, òrgans o altres líquids corporals d'animals infectats.

### Transmissió

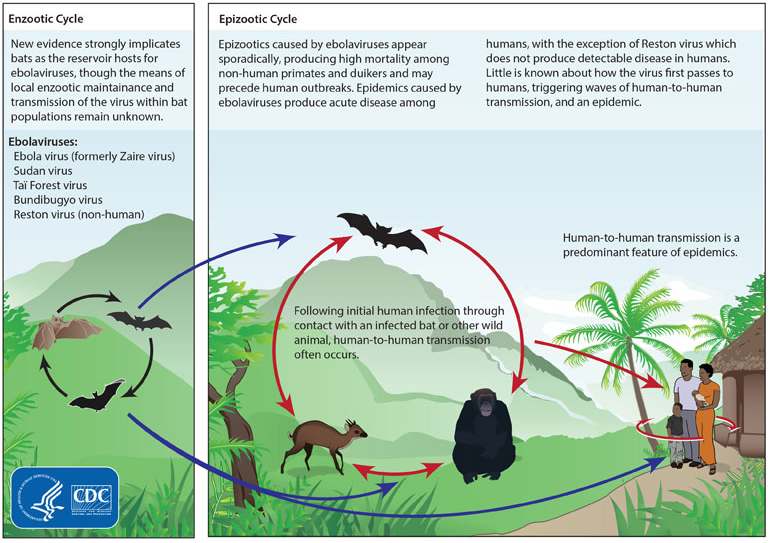
Cicles vírics del virus Ebola

Entre les persones, la malaltia d'Ebola s'estén només per contacte directe amb la sang o els líquids corporals d'una persona que ha desenvolupat símptomes de la malaltia. Els líquids corporals que poden contenir virus ebola inclouen saliva, moc, vòmit, excrements, la suor, les llàgrimes, la llet materna, l'orina i el semen. l'OMS estableix que només les persones que estan molt malaltes poden transmetre la malaltia d'Ebola a la saliva, i el conjunt de virus no s'ha informat que es transmeti a través de la suor. La majoria de les persones transmeten el virus a través de la sang, excrements i vòmit. Els Punts d'entrada per al virus inclouen el nas, la boca, els ulls, ferides obertes, talls i abrasions. L'Ebola es pot propagar a través de gotes grans; tanmateix, es creu que això passa només quan una persona està molt malalta. Pot passar si una persona és esquitxada amb gotes. El contacte amb superfícies o objectes contaminats pel virus, en particular les agulles i xeringues, també pot transmetre la infecció. El virus és capaç de sobreviure en objectes durant unes poques hores en un estat sec i pot sobreviure durant uns dies dins dels líquids corporals.
El virus de l'Ebola pot ser capaç de persistir per fins a 8 setmanes en el semen dels supervivents després que s'hagin recuperat, el que podria conduir a infeccions a través de les relacions sexuals. L'Ebola també es pot transmetre per la llet materna de les dones després de la recuperació, i és no es coneix quan és segur alletar de nou. En cas contrari, les persones que s'han recuperat no són infeccioses.
El potencial per a les infeccions generalitzades en els països amb sistemes mèdics capaços d'observar els procediments d'aïllament mèdics correctes es considera baix. En general, quan algú té símptomes de la malaltia, és incapaç de viatjar sense assistència.
Els cadàvers romanen infecciosos; per tant, les persones que manipulen restes humans en les pràctiques com els rituals funeraris tradicionals o processos més moderns com ara embalsamament es troben en risc. El 69% dels casos d'infeccions d'Ebola a Guinea durant el brot de 2014 es creu que han estat contagiat a través de la protecció (o per inadequadament protegits) en entrar en contacte amb cadàvers infectats durant certs rituals funeraris de Guinea.
Els treballadors de la salut que tracten a les persones infectades es troben en major risc de ser infectats pel virus. El risc augmenta quan aquests treballadors no tenen roba de protecció adequada, com màscares, bates, guants i protecció per als ulls; no ho usen correctament; o gestionen roba contaminada incorrectament. Aquest risc és particularment comú en algunes parts d'Àfrica, on els sistemes de salut funcionen malament i on la malaltia es presenta principalment. La transmissió nosocomial també ha passat en alguns països africans com a resultat de la reutilització d'agulles. Alguns centres d'atenció de la salut que atenen les persones amb la malaltia no tenen aigua corrent. En els Estats Units la propagació a dos treballadors metges que tracten a pacients infectats ha provocat crítiques a la formació i als procediments inadequats.

#### Transmissió per aire
De la transmissió d'humà a humà del virus d'Ebola per l'aire no s'ha informat durant els brots de la febre hemorràgica i la transmissió per l'aire només s'ha demostrat en molt estrictes condicions de laboratori, i només dels porcs als primats, però no dels primats als primats. La propagació del virus per l'aigua o els aliments, amb excepció de la carn de caça, tampoc s'ha observat. No s'han notificat propagació per moscards o altres insectes.
Es creu que l'aparent manca de transmissió aèria entre els éssers humans per ser deguda a baixos nivells de virus en els pulmons i altres parts del sistema respiratori dels primats, la qual cosa els fa insuficients per causar noves infeccions. Un nombre d'estudis que examinen la transmissió aèria en termes generals conclou que la transmissió dels porcs a primats podria succeir sense contacte directe, perquè a diferència dels éssers humans i els primats, els porcs amb febre hemorràgica d'Ebola arriben a tenir concentracions molt altes d'ebolavirus en els seus pulmons, i no al seu torrent sanguini. Per tant, els porcs amb febre hemorràgica d'Ebola poden transmetre la malaltia a través de gotetes en l'aire o a terra quan esternuden o tussen. Per contra, els éssers humans i altres primats acumulen el virus a través de tot el seu cos i, específicament, a la sang, però no gaire en els seus pulmons. Es creu que aquesta és la raó els investigadors han observat la transmissió de porc a primat sense contacte físic, però no s'han trobat proves que primats s'hagin infectat sense contacte real, fins i tot en experiments en els que primats infectats i no infectats comparteixen el mateix aire.

### Cas inicial

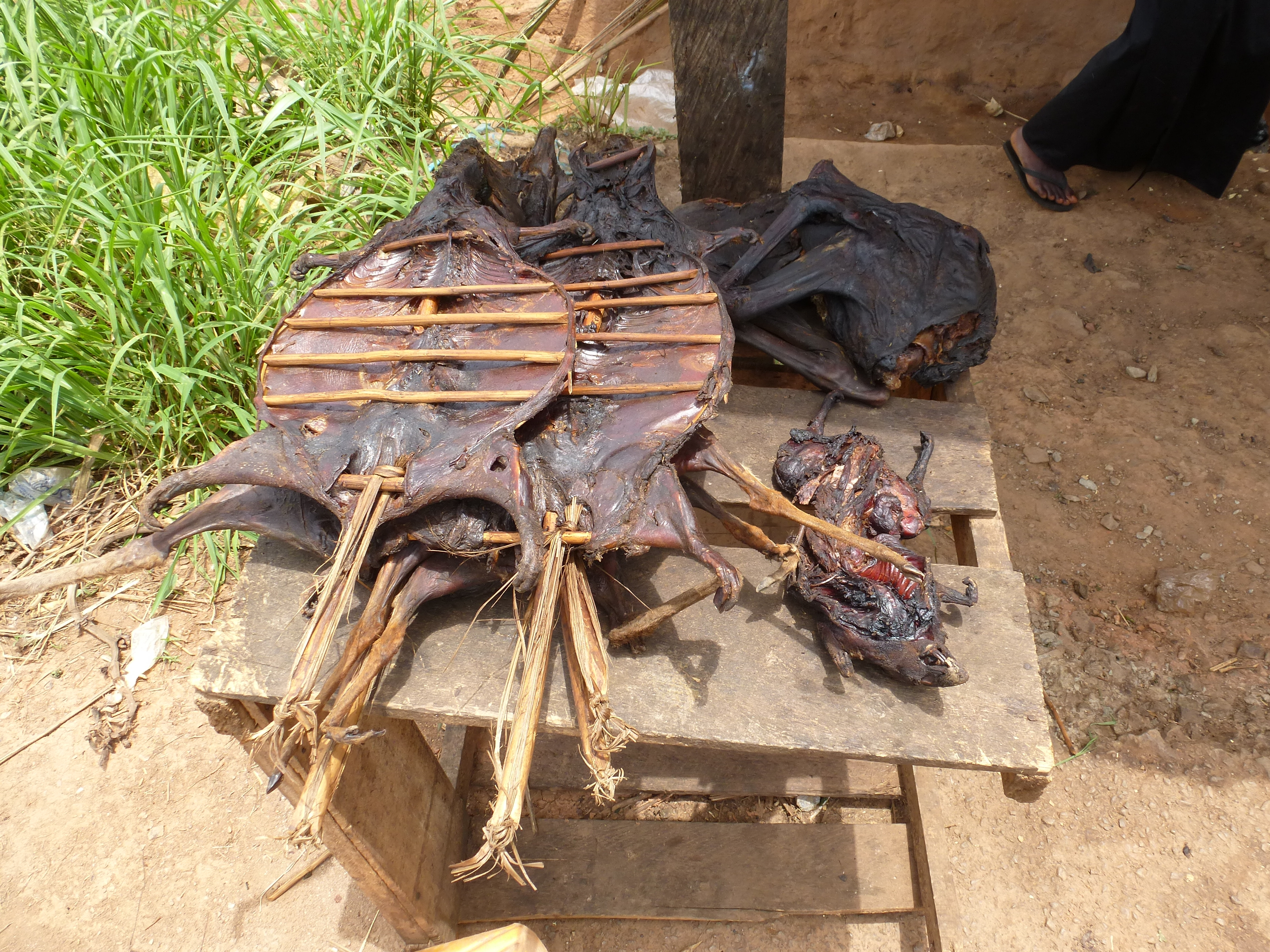
Carn d'animals silvestres essent preparada per cuinar a Ghana. A l'Àfrica, els animals salvatges, inclosos els ratpenats de la fruita són caçats com a aliments i se'ls coneix com a carn de caça. A l'Àfrica equatorial, el consum humà de carn d'animals silvestres s'ha relacionat amb la transmissió de malalties dels animals a l'ésser humà, incloent l'Ebola.

Encara que no està del tot clar com l'Ebola es propagà inicialment dels animals als éssers humans, es creu que la propagació ha de comportar el contacte directe amb un animal salvatge o ratapinyada de la fruita infectat. A més dels ratpenats, altres animals salvatges de vegades infectades amb el virus d'Ebola podrien ser diverses espècies de micos, ximpanzés, goril·les, babuins i antílops.
Els animals es poden infectar menjant fruita parcialment menjada pels ratpenats portadors del virus. La producció de fruites, el comportament dels animals i altres factors poden desencadenar brots en les poblacions animals.
Les proves indiquen que ambdós gossos i porcs domèstics també poden ser infectats amb virus d'Ebola. Els gossos no semblen desenvolupar símptomes quan són portadors del virus, i els porcs semblen ser capaços de transmetre el virus a almenys alguns primats. encara que alguns gossos en una àrea en què es va produir un brot en humans tenien anticossos del virus, no és clar si van tenir un paper en la propagació de la malaltia a les persones.

### Reservori
El reservori natural d'Ebola encara no s'ha confirmat; no obstant això, els ratpenats són considerats com les espècies candidates més probables. Es van trobar tres tipus de ratpenats de la fruita (Hypsignathus monstrosus, Epomops franqueti i Myonycteris torquata) que podien portar possiblement el virus sense emmalaltir. El 2013, si altres animals estan involucrats en la seva propagació no es coneix. Les plantes, artròpodes i aus també s'han considerat possibles reservoris virals.
Els ratpenats eren coneguts per posar-se a la fàbrica de cotó en què es van observar els primers casos dels brots de 1976 i 1979, i també han estat implicats en la infecció pel virus de Marburg en 1975 i 1980. De les 24 plantes i 19 espècies de vertebrats experimentalment inoculades amb el virus d'Ebola, només els ratpenats es van infectar. Els ratpenats mostren signes clínics de la malaltia, la qual cosa es considera evidència que aquests ratpenats són una mena de dipòsit del virus. En una investigació de 2002-2003 de 1.030 animals, incloent 679 ratpenats de Gabon i la República del Congo, es van trobar 13 ratpenats de la fruita que contenien ARN d'Ebola. Els anticossos contra els virus del Zaire i Reston s'han trobat en ratpenats de la fruita a Bangladesh, la qual cosa suggereix que aquests ratpenats també són hostes potencials del virus i que els filovirus són presents a Àsia.
Entre 1976 i 1998, en 30.000 mamífers, aus, rèptils, amfibis i artròpodes mostrejats de les regions de brots de virus Ebola, no es va detectar cap virus a part d'algunes empremtes genètiques trobades en sis rosegadors (pertanyents a les espècies Mus setulosus i Praomys) i una musaranya (Sylvisorex ollula) recollits de la República Centreafricana. No obstant això, nous esforços d'investigació no han confirmat els rosegadors com un reservori. Es van detectar rastres d'Ebola en els cadàvers de goril·les i ximpanzés durant els brots el 2001 i 2003, que més tard es van convertir en font d'infeccions humanes. No obstant això, les altes taxes de mortalitat en aquestes espècies resultants de la infecció d'Ebola fan poc probable que aquestes espècies representin un reservori natural del virus.

### Virologia

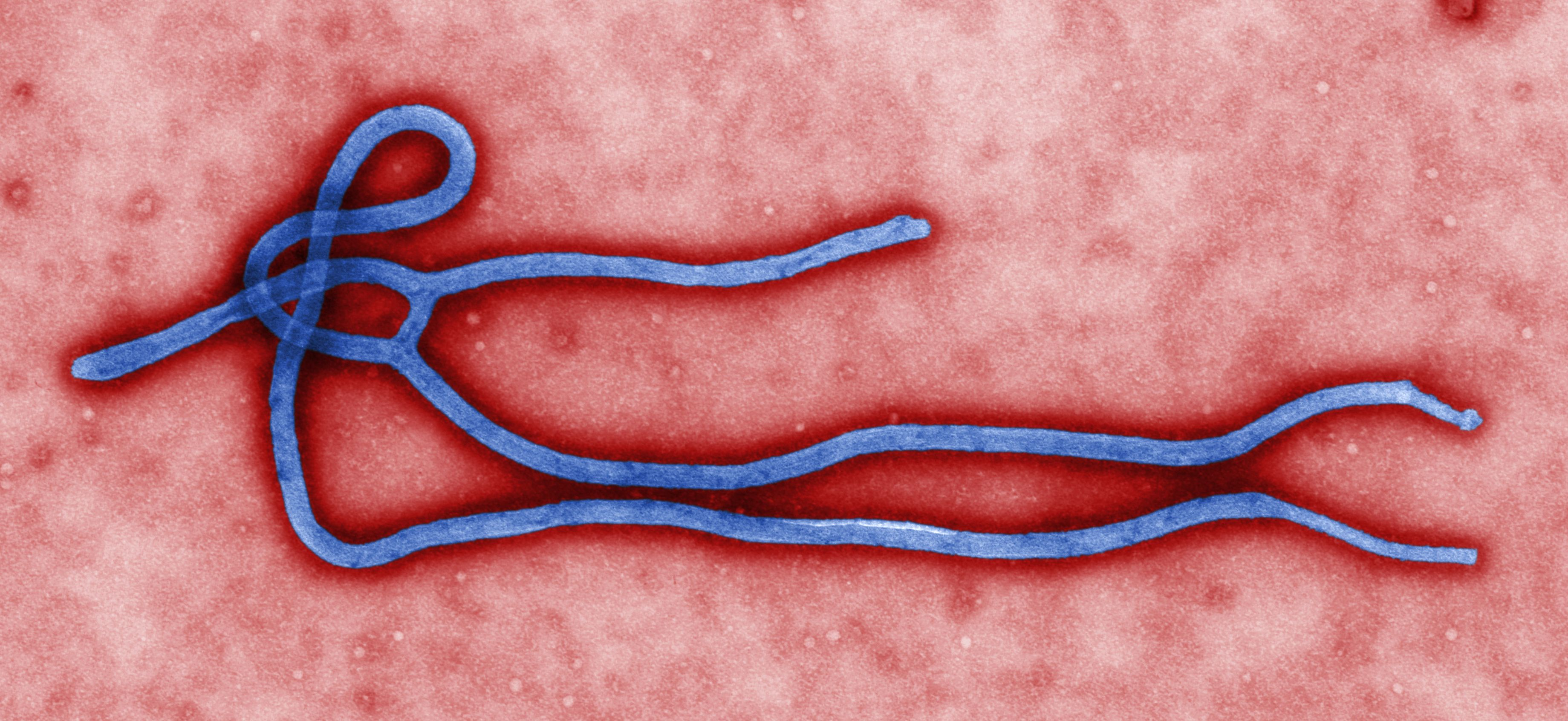
Micrografia electrònica d'un virió del virus Ebola

Els virus d'Ebola contenen genomes d'ARN de cadena simple, no infecciosos. Els genomes del virus Ebola contenen set gens: 3'-UTR-NP-VP35-VP40-GP-VP30-VP24-L-5'-UTR. Els genomes dels cinc virus Ebola diferents (Virus Ebola Zaire, Virus d'Ebola, Virus Reston, Virus Sudan i Virus dels boscos de Thai) difereixen en la seqüència de nucleòtids i el nombre i la ubicació de les superposicions de gens. Com en tots els filovirus, els virions d'Ebola són partícules filamentoses que poden aparèixer en forma de bastó de pastor, d'una "U" o d'un "6", i poden ser enrotllades, toroidals o ramificades. En general, els virions de l'Ebola tenen 80 nanòmetres (nm) d'ample i poden tenir fins a 14.000 nm de llarg.
El seu cicle víric es creu que comença amb un virió que es fixa a receptors específics de la superfície cel·lular, com ara lectines de tipus C, DC-SIGN, o integrines, la qual cosa és seguida per la fusió de l'embolcall viral amb les membranes cel·lulars. Llavors els virions, dins la cèl·lula, viatgen fins als endosomes acídic i lisosomes on s'escindeix l'embolcall viral de glicoproteïna (GP). Aquest procés permet que el virus s'uneixi a les proteïnes cel·lulars que li permeten fondre's amb les membranes cel·lulars internes i alliberar la nucleocàpsida viral. La glicoproteïna estructural del virus Ebola (coneguda com a GP1,2) és responsable de la capacitat del virus d'unir-se a i infectar les cèl·lules diana. La polimerasa d'ARN viral, codificada pel gen L, recobreix parcialment la nucleocàpsida i transcriu els gens en forma d'ARNm de cadena positiva, que després són traduïts en proteïnes estructurals i no estructurals. La proteïna més abundant produïda és la nucleoproteína, la concentració en la cèl·lula hoste determina quan L canvia de la transcripció de gens a la replicació del genoma. La replicació del genoma viral dona lloc a una integral del genoma viral, antigenomes de cadena positiva que són, al seu torn, transcrits en còpies del genoma de cadena negativa-progènie del virus. Les proteïnes estructurals de nova síntesi i genomes s'auto-s'acoblen i s'acumulen prop de l'interior de la membrana cel·lular. Els virions broten fora de la cèl·lula, obtenint els seus propis embolcalls de la membrana cel·lular de la qual brollen. Les partícules madures de la progènie llavors infecten altres cèl·lules per repetir el cicle. La genètica del virus Ebola és difícil d'estudiar a causa de les característiques virulentes del virus Ebola.

## Fisiopatologia

Esquema de la patogènesi

De forma similar a altres filovirus, l'Ebola es replica de manera molt eficient en moltes cèl·lules, produint grans quantitats de virus en els monòcits, macròfags, cèl·lules dendrítiques i altres cèl·lules incloent les cèl·lules hepàtiques, fibroblasts, i les cèl·lules de les glàndules suprarenals. La replicació viral provoca l'alliberament d'alts nivells de senyals químics inflamatoris i condueix a una sèpsia.
Es pensa que el virus de l'Ebola infecta els éssers humans a través del contacte amb les membranes mucoses o per ferides a la pell. Un cop produïda la infecció, les cèl·lules endotelials (cèl·lules que recobreixen l'interior dels vasos sanguinis), les cèl·lules del fetge, i diversos tipus de cèl·lules immunitàries com els macròfags, monòcits, i les cèl·lules dendrítiques són les principals dianes a infectar. Després de la infecció amb el virus, les cèl·lules del sistema immunitari porten el virus als ganglis limfàtics propers, on una posterior reproducció del virus té lloc. A partir d'aquí, el virus pot entrar al torrent sanguini i al sistema limfàtic i s'estén per tot el cos. Els macròfags són les primeres cèl·lules infectades amb el virus, i aquesta d'infecció resulta en la mort cel·lular programada. Altres tipus de cèl·lules blanques de la sang, com ara els limfòcits, assoleixen la mort cel·lular programada portant a una concentració anormalment baixa de limfòcits a la sang. Això contribueix a una resposta immunitària feble que es dona en les persones infectades pel virus.
Les cèl·lules endotelials poden estar infectats dins de 3 dies després de l'exposició al virus. La descomposició de les cèl·lules endotelials que condueixen a la lesió vascular pot atribuir-se a les glicoproteïnes del virus Ebola. L'hemorràgia generalitzada que es produeix en les persones afectades provoca edema i xoc hipovolèmic. El dany a les cèl·lules humanes, causat per la infecció de les cèl·lules endotelials, disminueix la integritat dels vasos sanguinis. Aquesta pèrdua de la integritat vascular augmenta amb la síntesi de GP, el que redueix la disponibilitat de les integrines específiques responsables de l'adhesió cel·lular a l'estructura intercel·lular i causa danys al fetge, el que porta a la coagulació inadequada. La disfunció en el sagnat i la coagulació comunament vista a la malaltia de l'Ebola s'ha atribuït a l'augment de l'activació de la via extrínseca de la cascada de coagulació causa de la producció excessiva de factor tissular pels macròfags i monòcits.
Després de la infecció, es sintetitza una petita glicoproteïna soluble (sGP, segons les inicials en anglès), (o glicoproteïna del virus Ebola [GP]), que és secretada.[a]  La replicació del virus aclapara la síntesi de proteïnes de les cèl·lules infectades i les defenses immunitàries de l'hoste. La GP forma un complex trimèric, que lliga el virus a les cèl·lules endotelials. L'sGP és una proteïna dimèrica que interfereix amb la senyalització dels neutròfils, un altre tipus de glòbul blanc, la qual cosa permet al virus eludir el sistema immunològic mitjançant la inhibició dels primers passos d'activació dels neutròfils. La presència de partícules virals i el dany cel·lular resultant dels virus que broten fora de la cèl·lula provoca l'alliberament de senyals químics (com ara TNF-α, IL-6 i IL-8), que són senyals moleculars de la febre i la inflamació.

### Evasió del sistema immunitari
La infecció causada per filovirus també interfereix amb el correcte funcionament del sistema immunitari innat. Les proteïnes del virus Ebola fan malbé la resposta del sistema immunitari humà a les infeccions virals en interferir amb la capacitat de les cèl·lules per produir i respondre a les proteïnes d'interferó com ara l'interferó-alfa, interferó-beta, i gamma interferó.
Les proteïnes estructurals VP24 i VP35 de l'EBOV tenen un paper clau en aquesta interferència. Quan una cèl·lula s'infecta amb EBOV, els receptors localitzats en el citosol de la cèl·lula (com ara RIG-I i MDA5) o fora del citosol (com Toll-like receptor 3 (TLR3), TLR7, TLR8 i TLR9), reconeixen les molècules infeccioses associades amb el virus. En l'activació de TLR, les proteïnes, incloent el factor regulador d'interferó 3 i el factor regulador d'interferó 7 desencadenen una cascada de senyalització que condueix a l'expressió d'interferons de tipus 1. Els interferons de tipus 1 s'alliberen i s'uneixen als receptors d'IFNAR1 i IFNAR2 expressats en la superfície d'una cèl·lula veïna. Una vegada que l'interferó s'ha unit als seus receptors en la cèl·lula veïna, les proteïnes de senyalització de STAT1 i STAT2 s'activen i es mouen al nucli de la cèl·lula. Això desencadena l'expressió de gens estimulats per interferó, que codifiquen proteïnes amb propietats antivirals. La proteïna V24 de l'EBOV bloquetja la producció d'aquestes proteïnes antivirals impedint que la proteïna de senyalització STAT1 entri al nucli de la cèl·lula veïna. La proteïna VP35 directament inhibeix la producció d'interferó-beta. Mitjançant la inhibició d'aquestes respostes immunitàries, l'EBOV es pot propagar ràpidament per tot el cos.

## Diagnòstic
Quan es sospita que una persona pot tenir la malaltia de l'Ebola, els seus viatges i l'historial laboral, juntament amb l'exposició a la vida silvestre, són factors importants a considerar pel que fa als esforços de diagnòstic addicionals.

### Proves de laboratori no específiques
Possibles indicadors de laboratori de la malaltia de l'Ebola són, entre altres possibles, un recompte baix de plaquetes; inicialment una disminució en el recompte de glòbuls blancs, seguit d'un augment del recompte de glòbuls blancs; nivells elevats d'enzims del fetge alanina-aminotransferasa (ALT) i aspartat-aminotransferasa (AST); i anormalitats en la coagulació de la sang sovint consistent amb coagulació intravascular disseminada (CID), com ara un temps prolongat de protrombina, temps de tromboplastina parcial, i el temps de sagnat.

### Proves de laboratori específiques
El diagnòstic de EVD es confirma mitjançant l'aïllament del virus, la detecció del seu ARN o proteïnes, o la detecció d'anticossos contra el virus a la sang d'una persona. L'aïllament del virus per cultiu cel·lular, la detecció d'ARN viral per reacció en cadena de la polimerasa (PCR) i la detecció de proteïnes mitjançant l'assaig de immunoabsorció lligat a enzims (ELISA) són els millors mètodes utilitzats en les primeres etapes de la malaltia i també per detectar el virus en les restes humanes. La detecció d'anticossos contra el virus és més fiable en les últimes etapes de la malaltia i en els que es recuperen. Els anticossos IgM són detectables dos dies després de l'aparició dels símptomes i els anticossos IgG es poden detectar de 6 a 18 dies després de l'aparició dels símptomes.
Durant un brot, l'aïllament del virus a través de mètodes de cultiu de cèl·lules sovint no és factible. En el camp o hospitals mòbils, els mètodes de diagnòstic més comuns i sensibles són en temps real PCR i ELISA. En 2014, amb noves instal·lacions de prova mòbils desplegats en parts de Libèria, els resultats de les proves es van obtenir de 3-5 hores després de la presentació de la mostra. En 2015 es va aprovar una prova ràpida d'antígens que dona resultats a 15 minuts per al seu ús per l'OMS: és capaç de confirmar Ebola en el 92% dels afectats i descartar-lo en el 85% dels no afectats.
Els filovirions, com ara l'EBOV, poden ser identificats per les seves formes filamentoses úniques en cultius de cèl·lules examinades mitjançant microscòpia electrònica, però aquest mètode no poden distingir els diferents filovirus.

### diagnòstic diferencial
Els primers símptomes de EVD poden ser similars als d'altres malalties comunes a l'Àfrica, com la malària i el dengue. Els símptomes també són similars als de la malaltia del virus Marburg i altres febres hemorràgiques virals.
El diagnòstic diferencial complet és extensa i requereix la consideració de moltes altres malalties infeccioses com la febre tifoide, la shigel·losi, rickettsiosi, còlera, sèpsia, borreliosi, l'enteritis ECEH, la leptospirosi, el tifus de les males herbes, pesta, la febre Q, candidiasi, histoplasmosi, tripanosomiasi, la leishmaniosi visceral, el xarampió i l'hepatitis vírica entre d'altres.
Les malalties no infeccioses que poden causar símptomes similars als de la malaltia de l'Ebola són la leucèmia aguda promielocítica, Síndrome hemolíticourèmica, enverinament per una serp, deficiències del factor de coagulació / trastorns plaquetaris, púrpura trombocitopènica trombòtica, telangièctasi hemorràgica hereditària, malaltia de Kawasaki i l'enverinament per warfarina.

## Prevenció

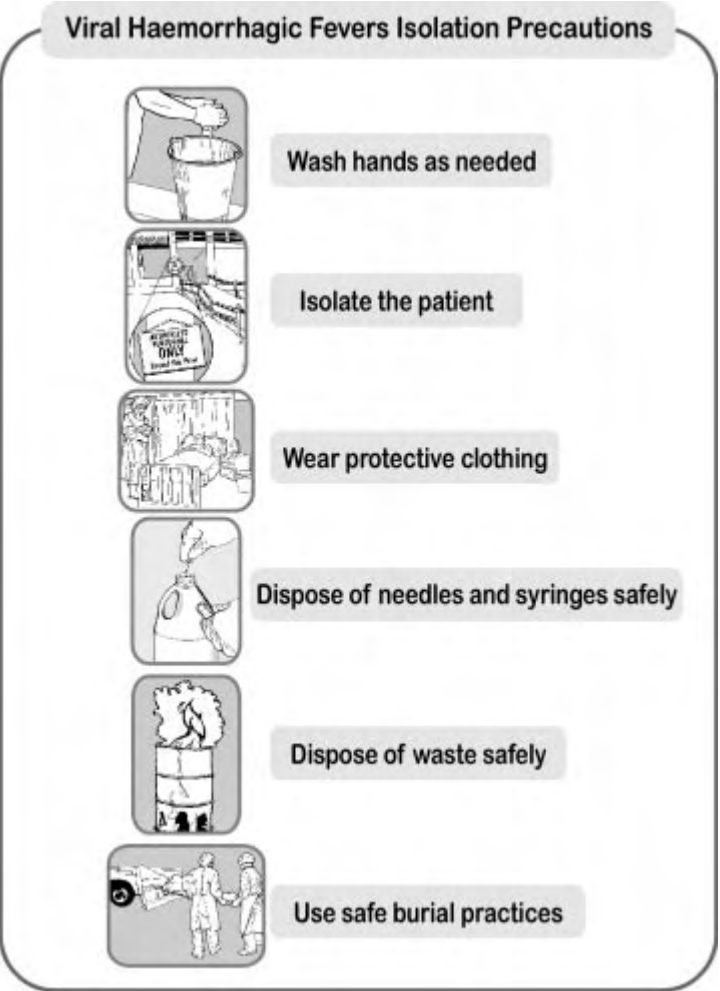
Cartell sobre les precaucions d'aïllament per febre hemorràgica viral

### Control de la infecció

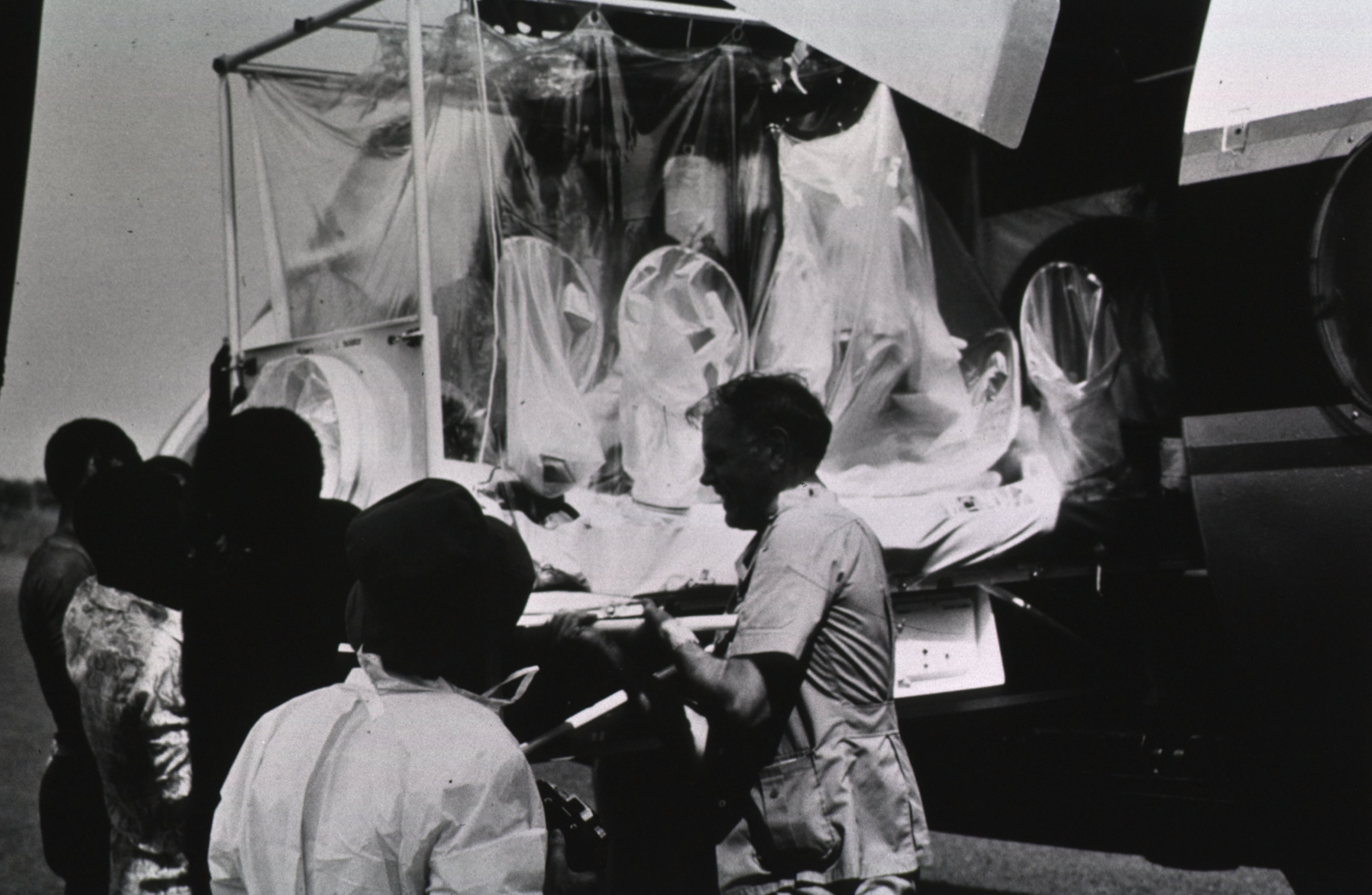
A diferència d'avui, no sempre era comú que els treballadors de la salut portassin roba protectora, com ho demostra aquest treballador dels CDC amb un pacient d'Ebola.

Les persones que tenen cura de les persones infectades amb Ebola han d'usar roba protectora, inclosos mascaretes, guants, bata i ulleres protectores. Els Centres per al Control de Malalties dels Estats Units (CDC) recomanen que l'equip de protecció no deixi la pell exposada. Aquestes mesures són també recomanades per a aquells que poden manejar objectes contaminats amb líquids corporals d'una persona infectada. En 2014, el CDC va començar a recomanar que el personal mèdic rebés capacitació sobre el bon vestit i desmuntatge d'equips de protecció personal (EPP); a més, una persona designada, degudament capacitada en bioseguretat, ha d'estar veient cada pas d'aquests procediments per assegurar-se que es fan correctament. A Sierra Leone, el període d'entrenament típic per l'ús d'aquest equip de seguretat té una durada d'aproximadament 12 dies.
La persona infectada ha d'estar aïllada d'altres persones. Tot l'equip, les deixalles mèdiques, i tant les deixalles com les superfícies que han estat en contacte amb el pacient o que puguin haver estat en contacte amb líquids corporals han de ser desinfectats. Durant el brot de 2014, es van posar equips per ajudar les famílies a tractar la malaltia de l'Ebola a casa seva, que inclogueren roba de protecció, així com clor en pols i altres productes de neteja. l'educació de qui els atenen en aquestes tècniques, i la prestació d'aquests subministraments d'aïllament ha estat una prioritat de Metges sense Fronteres.

Els virus de l'Ebola es poden eliminar amb calor (escalfament durant 30 a 60 minuts a 60 ° C o bullint durant 5 minuts). Per desinfectar superfícies, alguns dissolvents de lípids, com ara alguns productes a base d'alcohol, detergents, hipoclorit de sodi (lleixiu) o hipoclorit de calci (pols de blanqueig), i altres desinfectants adequats poden ser utilitzats en concentracions apropiades.
L'Organització Mundial de la Salut recomana l'educació pública en general sobre els factors de risc d'infecció d'Ebola i les mesures de protecció que les persones poden prendre per prevenir la infecció. Aquestes mesures inclouen evitar el contacte directe amb persones infectades i rentar-se les mans regularment amb aigua i sabó.

La carn d'animals silvestres, una important font de proteïnes en la dieta d'alguns africans, ha de ser manipulada i preparada amb roba de protecció adequada i ben cuinada abans del seu consum. Algunes investigacions suggereixen que un brot de la malaltia d'Ebola en els animals salvatges utilitzats per al consum pot originar un brot humà que li correspon. Des de 2003, aquests tipus de brots en animals han estat controlats per predir i prevenir els brots d'Ebola en éssers humans.
Si una persona amb la malaltia de l'Ebola mor, s'ha d'evitar el contacte directe amb el cos. Certs rituals funeraris, que puguin incluïr contactes directes amb el cadàver, obliguen a la seva reformulació de manera que mantenguin constantment una barrera protectora adequada entre el cos del mort i els vius. Els antropòlegs socials poden ajudar a trobar alternatives a les regles tradicionals pels enterraments.
A les tripulacions dels transports se les instrueix per seguir un determinat procediment d'aïllament si algú exhibeix símptomes semblants a la malaltia de l'Ebola. L'agost de 2014, l'OMS no considera que les restriccions de viatges puguin ser útils per disminuir la propagació de la malaltia. A l'octubre de 2014, els CDC dels Estats Units defineixen quatre nivells de risc utilitzats per determinar el nivell de seguiment dels 21 dies dels símptomes i de les restriccions de les activitats públiques. El CDC recomana que les restriccions a l'activitat pública, incloent les restriccions de viatge, no es demanin per al següent nivells de risc definits:
- haver estat en un país amb transmissió generalitzada de la malaltia de l'Ebola i no tenir exposició coneguda (baix risc); o haver estat en aquest país fa més de 21 dies (sense risc)
- trobar-se amb una persona que presenta símptomes; però no dins de 3 peus (Rl peu es considera que equival a 0,3048 m o 12 polsades, la qual cosa dona un total, per l'esmentada distància, de 0,9144 m) de la persona amb Ebola sense l'ús d'un vestit de protecció adequat a l'Ebola (PPE segons les seves inicials en anglès); i no haver tengut contacte directe amb líquids corporals
- haver tengut contacte breu de la pell amb una persona que mostra símptomes de la malaltia d'Ebola quan la persona es creu que no és molt contagiosa (baix risc)
- en països sense transmissió de la malaltia d'Ebola generalitzada: el contacte directe amb una persona que mostra símptomes de la malaltia, mentre s'usa un vestit adequat a l'Ebola (ús de PPE) (baix risc)
- en contacte amb una persona amb la malaltia d'Ebola abans que la persona mostri símptomes (sense risc).

El CDC recomana el monitoratge dels símptomes de la malaltia d'Ebola per a aquells, tant en "baix risc" com en major risc.
En els laboratoris on les proves de diagnòstic es porten a terme, cal contenció equivalent a nivell 4 de bioseguretat. els investigadors de laboratori han d'estar degudament capacitats en pràctiques en BSL-4 (nivell 4 de bioseguretat) i usar vestit apropiat PPE.

### Com posar-se un vestit de protecció (en anglès)
- Introducció
- Observador entrenat
- Llevar-se la pròpia roba
- Examinant l'equip
- Rentar-se les mans
- cobrebotes
- guants interns
- peça protectora externa
- Respirador N95
- Caputxa quirúrgica
- Davantal exterior
- Guants exteriors
- Protector facial
- Verificació

### Com llevar-se el vestir de protecció (en anglès)
Tan important com el procediment per posar-se el vestit de protecció és el procediment per llevar-se'l. per la seqüència completa de videos vegeu la plana del CDC.

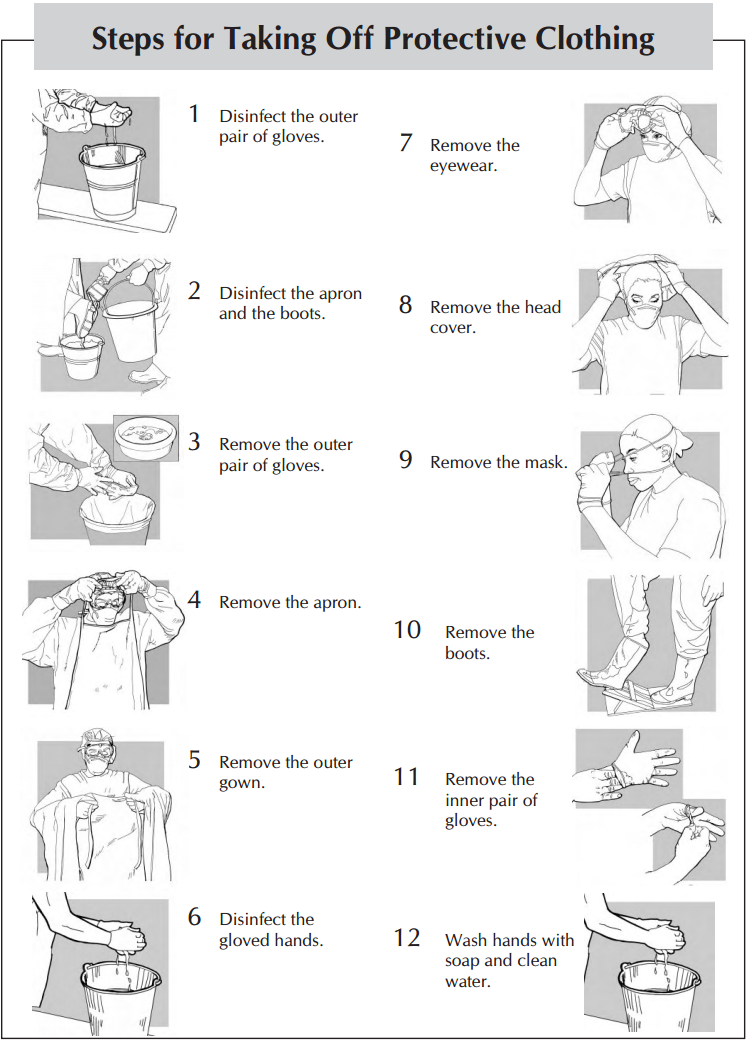
Passes per llevar-se el vestit protector

Vegeu un exemple de recomanacions específiques pel que fa a l'eliminació de la roba de protecció:
- Desinfectar el parell exterior de guants, renteu-vos les mans enguantades amb aigua i sabó, submergir les mans enguantades en solució de lleixiu a 1:100 (vegeu més a baix) durant un minut
- Desinfectar el davantal. Ruixeu o netegeu amb solució 1:100 de lleixiu.
- Desinfectar les botes. Utilitza un polvoritzador que conté solució 1:100 de clor per ruixar botes o mantenir el peu sobre una cassola o de la ribella i demanar a un altre treballador de la salut que aboqui solució 1:100 de lleixiu sobre les botes carregadors o entrar en una safata de poca alçada que conté solució de 1:100 lleixiu i netegeu les botes sobre un drap amarat de lleixiu
- Traieu-vos el parell exterior de guants
- Traieu-vos el davantal i el vestit exterior
- Desinfecteu les mans enguantades després del contacte amb el davantal i el vestit exterior.
- Traieu-vos les ulleres, la coberta del cap i la màscara.
- Traieu-vos les botes. Col·loqueu una tovallola mullada en 1:100 solució de lleixiu al pis per al personal de servei de salut a romandre mentre es treuen les botes
- Traieu-vos el parell interior de guants.
- Eliminau la capa interior de la roba i el vestit de roba de carrer.
- Rentar-se les mans amb sabó i aigua neta abans de sortir del vestidor

### Aïllament
L'aïllament es refereix a la separació dels que estan malalts dels que no hi estan. La quarantena es refereix a la separació dels que puguin haver estat exposats a una malaltia fins que hagin manifestat signes de la malaltia o fins quan ja no en tenguen risc. La quarantena, també és coneguda com a aïllament forçat, sol ser eficaç en la disminució de propagació. Els governs creen sovint àrees de quarantena on la malaltia s'està produint o hi ha persones que poden transmetre la malaltia fora d'una àrea inicial.
Als Estats Units, la llei permet a la quarantena dels infectats amb virus de l'Ebola. Durant el brot de la malaltia d'Ebola de 2014, Libèria va tancar escoles.

### Estudi de contactes
L'estudi de contactes es considera important per contenir un brot. Es tracta de la recerca de tots els que van tenir contacte proper amb persones infectades i veure si hi ha signes de malaltia durant 21 dies. Si qualsevol d'aquests contactes cau malalt, han de ser aïllats, examinats i tractats. Llavors el procés es repeteix mitjançant el rastreig dels contactes dels contactes.

## Tractament
Cap tractament específic està actualment aprovat. L'Administració d'Aliments i Fàrmacs (FDA) recomana a les persones a tenir cura dels anuncis que fan afirmacions no verificades o fraudulentes de beneficis suposadament obtinguts de diversos productes anti-ebola.

### Ajut normal

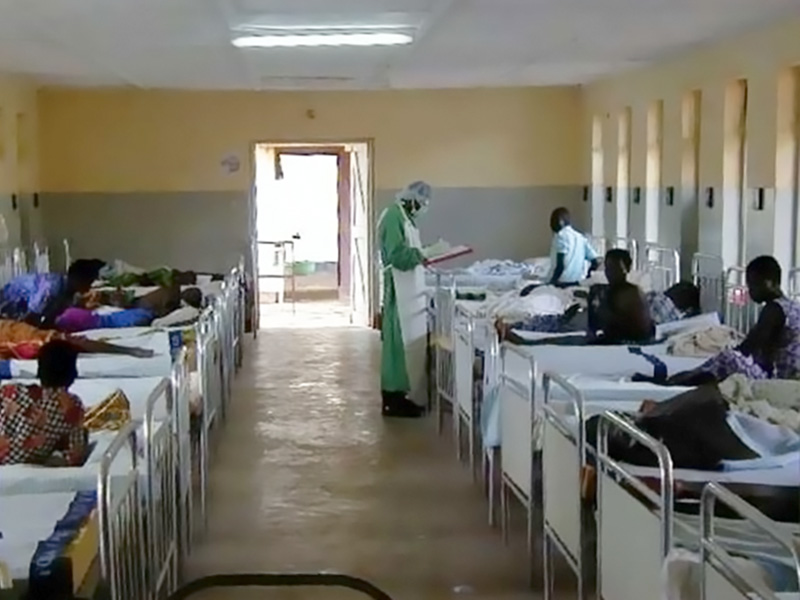
Una sala d'aïllament d'hospital a Gulu (Uganda) durant el brot d'octubre de 2000

El tractament és principalment pal·liatiu. L'atenció primerenca d'ajuda pal·liativa amb rehidratació i tractament simptomàtic millora la supervivència. La rehidratació pot ser a través de via oral o per via intravenosa. Aquestes mesures poden incloure el tractament del dolor, nàusees, febre iansietat. l'Organització Mundial de la Salut ha recomanat evitar l'ús d'aspirina o ibuprofen per al dolor a causa del risc de sagnat associat l'ús d'aquests medicaments.
També es poden utilitzar productes sanguinis, com ara glòbuls vermells empaquetats, plaquetes o plasma fresc congelat (plasma fresc, segons les definicions del Banc de Sang i Teixits). També han estat provats altres reguladors de la coagulació incloent l'heparina en un esforç per prevenir la coagulació intravascular disseminada i factors de coagulació per disminuir el sagnat. medicaments antipalúdics i antibiòtics s'utilitzen sovint abans que es confirmi el diagnòstic, encara que no hi ha evidència que suggereixi tal tractament ajuda. S'estan estudiant una sèrie de tractaments experimentals.
Si l'atenció hospitalària no és possible, l'Organització Mundial de la Salut té pautes per a la cura a la llar que han estat un èxit relatiu. En aquestes situacions, les recomanacions inclouen l'ús de tovalloles amarades en solucions de lleixiu en moure persones o cossos infectats i l'aplicació de lleixiu a les taques. També es recomana que els cuidadors es rentin les mans amb solucions de lleixiu i cobrir la seva boca i nas amb un drap.

### Cura intensiva
Les cures intensives són d'ús freqüent en el món desenvolupat. Això pot incloure mantenir el volum de sang i l'equilibri d'electròlits (sals), així com el tractament de les infeccions bacterianes que es poden desenvolupar. La diàlisi pot ser necessària per a la insuficiència renal, i l'oxigenació per membrana extracorpòria es pot utilitzar per a la disfunció pulmonar.

## Prognosi
La malaltia del virus de l'Ebola té un alt risc de mort en les persones infectades que varia entre el 25 per cent i 90 per cent dels infectats. A Setembre 2014, la mitjana del risc de mort entre els infectats és del 50 per cent. El més alt risc de mort va ser de 90 per cent a la República del Congo en el brot de 2002-2003.
La mort, si es produeix, sol ser 6-16 dies després que apareguin els símptomes i és sovint a causa de la baixa pressió sanguínia per pèrdua de líquids. L'atenció de suport d'hora evitant la deshidratació pot reduir el risc de mort.
Si una persona infectada sobreviu, la recuperació pot ser ràpida i completa. Els casos prolongats sovint es compliquen per l'aparició de problemes a llarg termini, com la inflamació dels testicles, dolors en les articulacions, dolor muscular, descamació de la pell, o la pèrdua de cabell. També s'han descrit símptomes oculars, com ara sensibilitat a la llum, llagrimeig excessiu, iritis, iridociclitis, coroiditis, i ceguesa.

## Epidemiologia

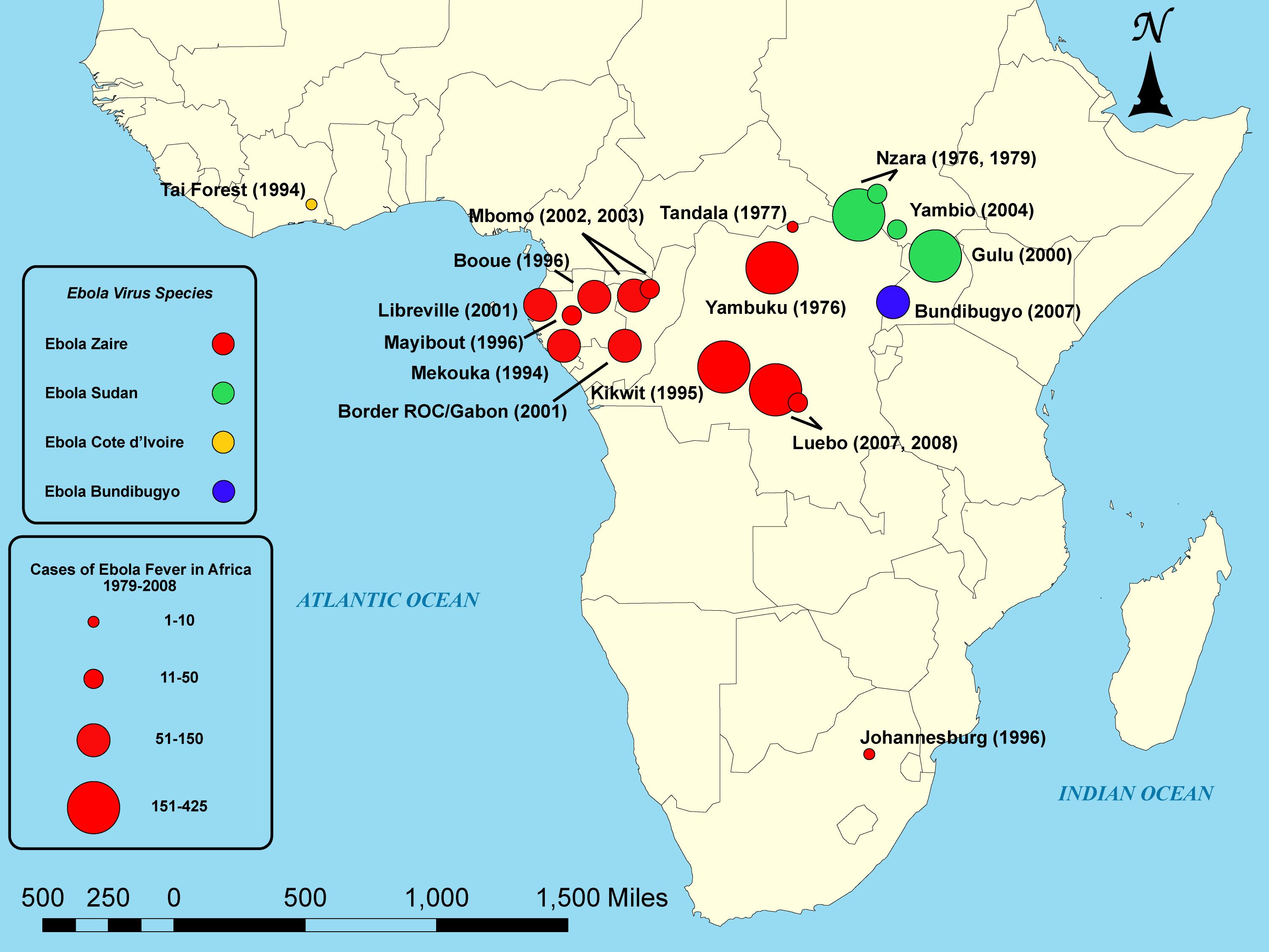
Casos de febre de l'Ebola a l'Àfrica 1979-2008

La malaltia generalment es presenta en brots en les regions tropicals de l'Àfrica sudsahariana. [b] A partir de 1976 (quan va ser identificat per primera vegada) fins al 2013, l'Organització Mundial de la Salut va reportar 1.716 casos confirmats. El major brot fins a la data és elbrot en curs de 2014 del virus Ebola a Africa de l'oest, que ha causat un gran nombre de morts a Guinea, Sierra Leone i Libèria.

### Brot de l'Àfrica Occidental de 2014 a 2015

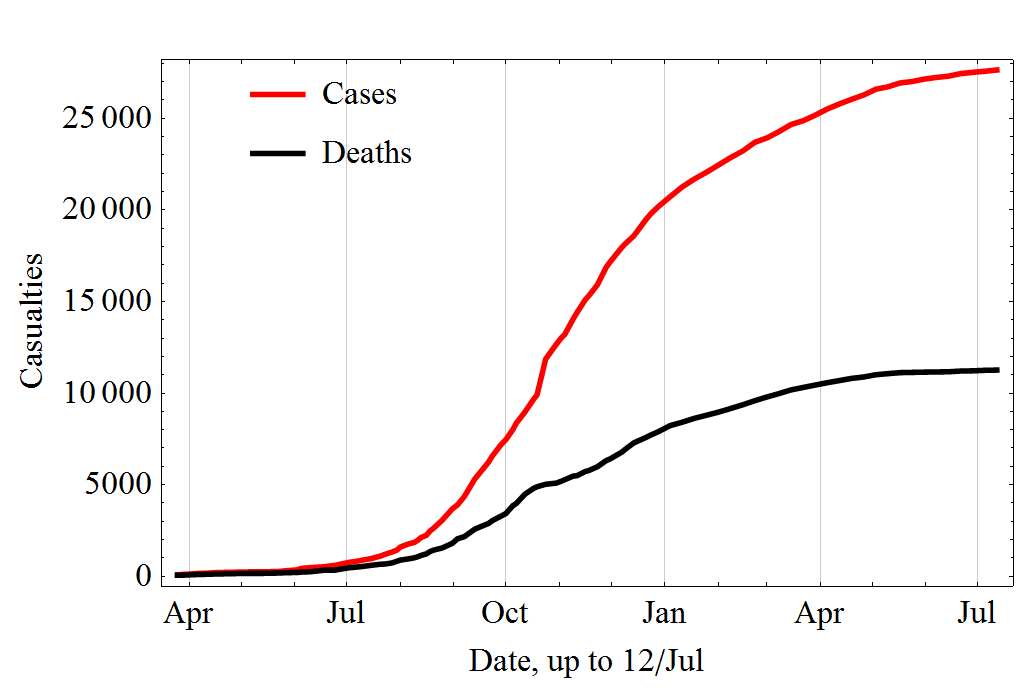
Augment amb el temps en els casos i morts durant el brot epidèmic d'Ebola a l'Àfrica Occidental del 2013 al 2015.

El març de 2014, l'Organització Mundial de la Salut (OMS) va informar d'un important brot d'Ebola a Guinea, un país de l'Àfrica occidental. Els investigadors van rastrejar el brot fins a un nen d'un any d'edat que va morir el desembre de 2013. La malaltia es va propagar ràpidament als països veïns de Libèria i Sierra Leone. És el major brot d'Ebola s'hagi documentat, i el primer registrat a la regió. El 8 d'agost de 2014, l'OMS va declarar que l'epidèmia a era una emergència de salut pública internacional. Instant al món a oferir ajuda a les regions afectades: el director general va dir: "Els països afectats fins al moment simplement no tenen la capacitat de manejar un brot d'aquesta mida i complexitat pel seu compte. Insto la comunitat internacional a proporcionar aquest suport sobre la base més urgent possible. " A mitjans d'agost de 2014, Metges Sense Fronteres va informar de la situació a la capital de Libèria, Monròvia, com a "catastròfica" i "empitjorant cada dia". Van informar que els temors a l'Ebola entre els membres del personal i els pacients havien tancat gran part del sistema de salut de la ciutat, deixant a moltes persones sense tractament per a altres malalties. En una declaració el 26 de setembre, va dir l'OMS, "L'epidèmia d'Ebola està devastant parts d'Àfrica Occidental és l'emergència de salut pública aguda més greu vista en els temps moderns. Mai abans en la història hi ha hagut un patogen de nivell de bioseguretat 4 infectant tantes persones tan ràpidament, en una tan àmplia zona geogràfica, per tant de temps."
El rastreig intens dels contactes i tècniques d'aïllament estricte van prevenir en gran manera una major propagació de la malaltia en els països que havien importat els casos, però en els països més afectats, Guinea, Libèria i Sierra Leone, aquesta malaltia està en curs. De tal manera des de 19 d'abril de 2015, * s'han notificat 26.109 casos sospitosos i 10.835 morts; no obstant això, l'OMS ha dit que aquestes xifres poden estar subestimades A causa que treballen a prop dels líquids corporals dels pacients infectats, els treballadors de la salut han estat especialment vulnerables a contreure la malaltia; a l'agost de 2014, l'OMS va informar que el deu per cent dels morts han estat treballadors de la salut.
Al setembre de 2014, es va estimar que la capacitat dels països per al tractament de malalts d'Ebola era insuficient perquè tenien l'equivalent a 2.122 llits; al desembre hi havia un nombre suficient de llits per tractar i aïllar tots els casos d'Ebola registrats, encara que la distribució desigual dels casos va donar lloc a greus deficiències en algunes àrees. El 28 de gener de 2015, l'OMS va informar que per primera vegada des de la setmana que havia finalitzat el 29 juny de 2014, hi havia hagut menys de 100 nous casos confirmats notificats en una setmana en els tres països més afectats. La resposta a l'epidèmia i després va mudar a una segona fase, ja que l'atenció es va desplaçar a frenar la transmissió per posar fi a l'epidèmia. El 8 d'abril de 2015, l'OMS va informar d'un total de només 30 casos confirmats, el total setmanal més baix des del tercer setmana de maig de 2014. El 8 d'abril de 2015, l'OMS va informar d'un total de només 30 casos confirmats, el total setmanal més baix des de la tercera setmana de maig de 2014.

#### Propagació de l'Ebola de 2014 fora de l'Àfrica Occidental
Al 15 d'octubre de 2014, s'han registrat 17 casos de persones infectades d'Ebola tractats fora d'Àfrica, quatre de les quals han mort.
A principis d'octubre, Teresa Romero, una infermera espanyola de 44 anys, va contreure l'Ebola després de cuidar un sacerdot que havia estat repatriat des de l'Àfrica occidental. Aquesta va ser la primera transmissió del virus que es produí fora d'Àfrica. El 20 d'octubre, es va anunciar que na Teresa Romero havia donat negatiu per al virus Ebola, el que suggeria que es podia haver recuperat de la infecció de l'Ebola. Finalment l'1 de novembre Teresa Romero abandonava l'habitació d'aïllament perquè els metges consideraren que ja no hi havia risc d'infecció de la malaltia.
El 19 de setembre, Eric Duncan va volar de la seva Libèria natal a Texas; 5 dies més tard va començar a mostrar símptomes i va visitar un hospital, però va ser enviat a casa. El seu estat va empitjorar i va tornar a l'hospital el 28 de setembre, on va morir el 8 d'octubre. Les autoritats sanitàries van confirmar el diagnòstic d'Ebola, el 30 de setembre i el primer cas en els Estats Units. El 12 d'octubre, el CDC va confirmar que una infermera a Texas que havia tractat a Duncan va resultar ser positiu per al virus Ebola, el primer cas conegut de la malaltia que es contreu en els Estats Units. El 15 d'octubre, un segon treballador sanitari de Texas que havia tractat a Duncan va ser confirmat com a malalt del virus. Aquestes dues persones s'han recuperat des de llavors.
El 23 d'octubre, un metge de la ciutat de Nova York, que va tornar als Estats Units des de Guinea després de treballar amb Metges Sense Fronteres, va donar positiu per l'Ebola. El seu cas no està relacionat amb els casos de Texas. Aquesta persona s'ha recuperat i va ser donat d'alta del Bellevue Hospital Center l'11 de novembre. El 24 de desembre de 2014, un laboratori a Atlanta, Geòrgia va informar que un tècnic havia estat exposat a Ebola.
El 29 de desembre de 2014, Pauline Cafferkey, una infermera britànica que acabava de tornar a Glasgow des de Sierra Leone va ser diagnosticada d'Ebola a l'Hospital General Gartnavel de Glasgow. Després del tractament inicial, a Glasgow, va ser traslladada en avió a RAF Northolt, a continuació, a la unitat especialitzada d'alt nivell d'aïllament a l'Hospital Royal Free de Londres per al tractament a llarg termini.

#### De 1995 a 2014
El segon brot important es va produir al Zaire (avui República Democràtica del Congo) el 1995, afectà a 315 persones i en matà a 254.
El 2000, Uganda va tenir un brot que afectà 425 persones i en matà 224; en aquest cas es va trobar que el virus Sudan era l'espècie d'Ebola responsable del brot.
El 2003 hi va haver un brot a la República del Congo, que va afectar 143 persones i en va matar a 128, una taxa de mortalitat del 90 per cent, la taxa de mortalitat més alta d'un brot del gènere Ebolavirus fins avui.
El 2004, una científica russa va morir d'Ebola després d'enganxar-se a si mateixa amb una agulla infectada.
Entre abril i agost de 2007, una epidèmia de febre en una regió de quatre poblacions de la República Democràtica del Congo va ser confirmada al setembre com a casos d'Ebola. Moltes persones que van assistir a la recent funeral d'un cap local del llogaret van morir. el brot de 2007, finalment va afectar 264 persones i va provocar la mort de 187.
El 30 de novembre de 2007, el Ministeri de Salut d'Uganda va confirmar un brot d'Ebola al districte de Bundibugyo, a l'oest d'Uganda. Després de la confirmació de mostres analitzades pels els Laboratoris de Referència dels Estats Units i els Centres per al Control de Malalties de Nacionals Unides, l'Organització Mundial de la Salut va confirmar la presència d'una nova espècie del gènere de virus Ebola, que va ser nomenat provisionalment Bundibugyo. L'OMS va informar de 149 casos d'aquest nova soca i dels 37 morts que va causar.
L'OMS va confirmar dos petits brots a Uganda el 2012. El primer brot va afectar 7 persones i va resultar en la mort de 4 i el segon afectats 24, donant com a resultat la mort de 17. La variant de Sudan ser el responsable de tots dos brots.

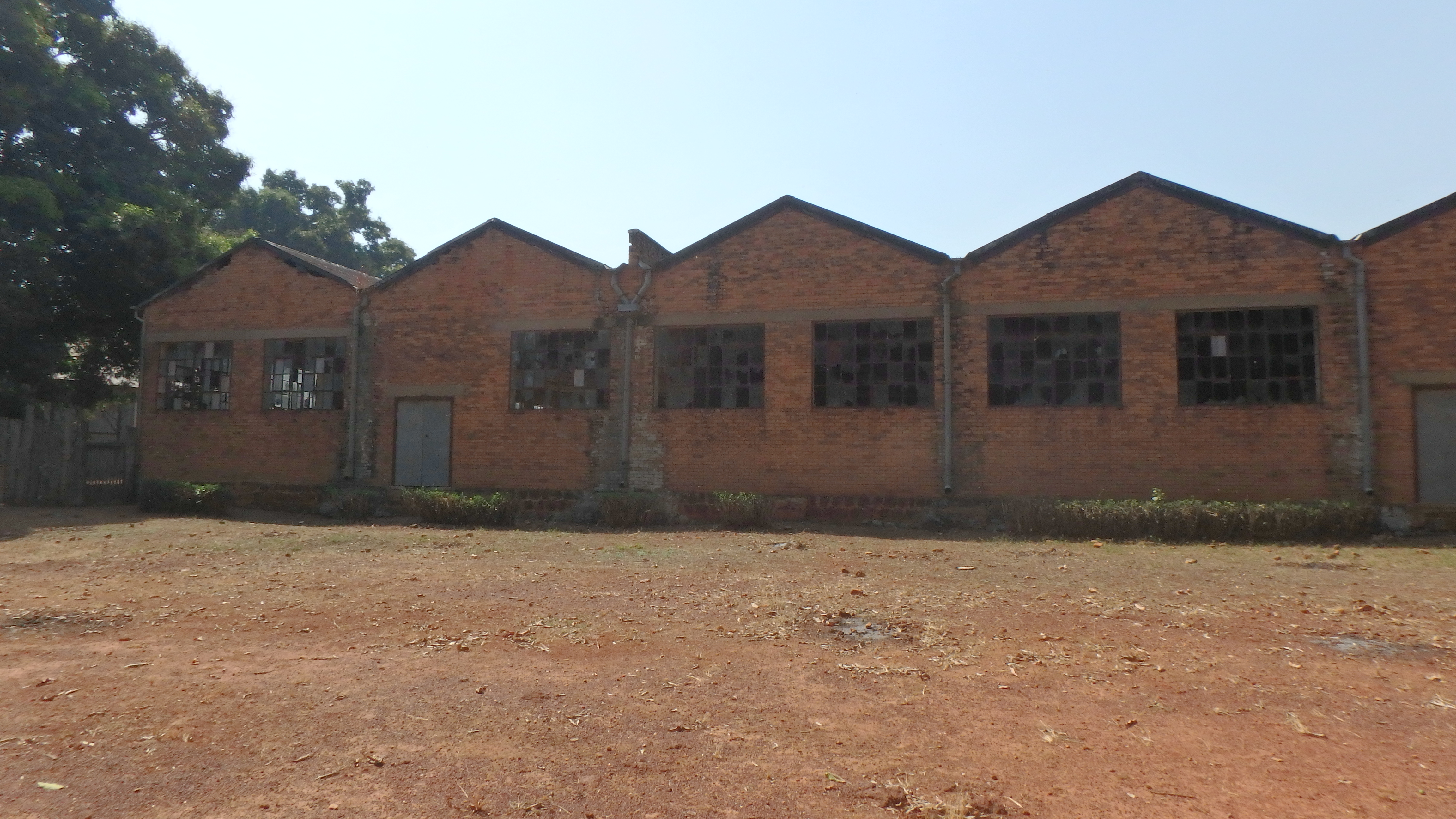
Fàbrica de cotó a Nzara, sud del Sudan, on es va produir el primer brot.

El 17 d'agost de 2012, el Ministeri de Salut de la República Democràtica del Congo va informar d'un brot de la variant de l'Ébola-Bundibugyo a la regió oriental. A part del seu descobriment en 2007, aquesta va ser l'única vegada que aquesta variant s'ha identificat com a responsable d'un brot. L'OMS va revelar que el virus havia emmalaltit a 57 persones i havia causat 29 vides. La causa probable del brot estava carn contaminada d'animals salvatges caçats pels vilatans locals al voltant de les localitats de Isiro i Viadana.

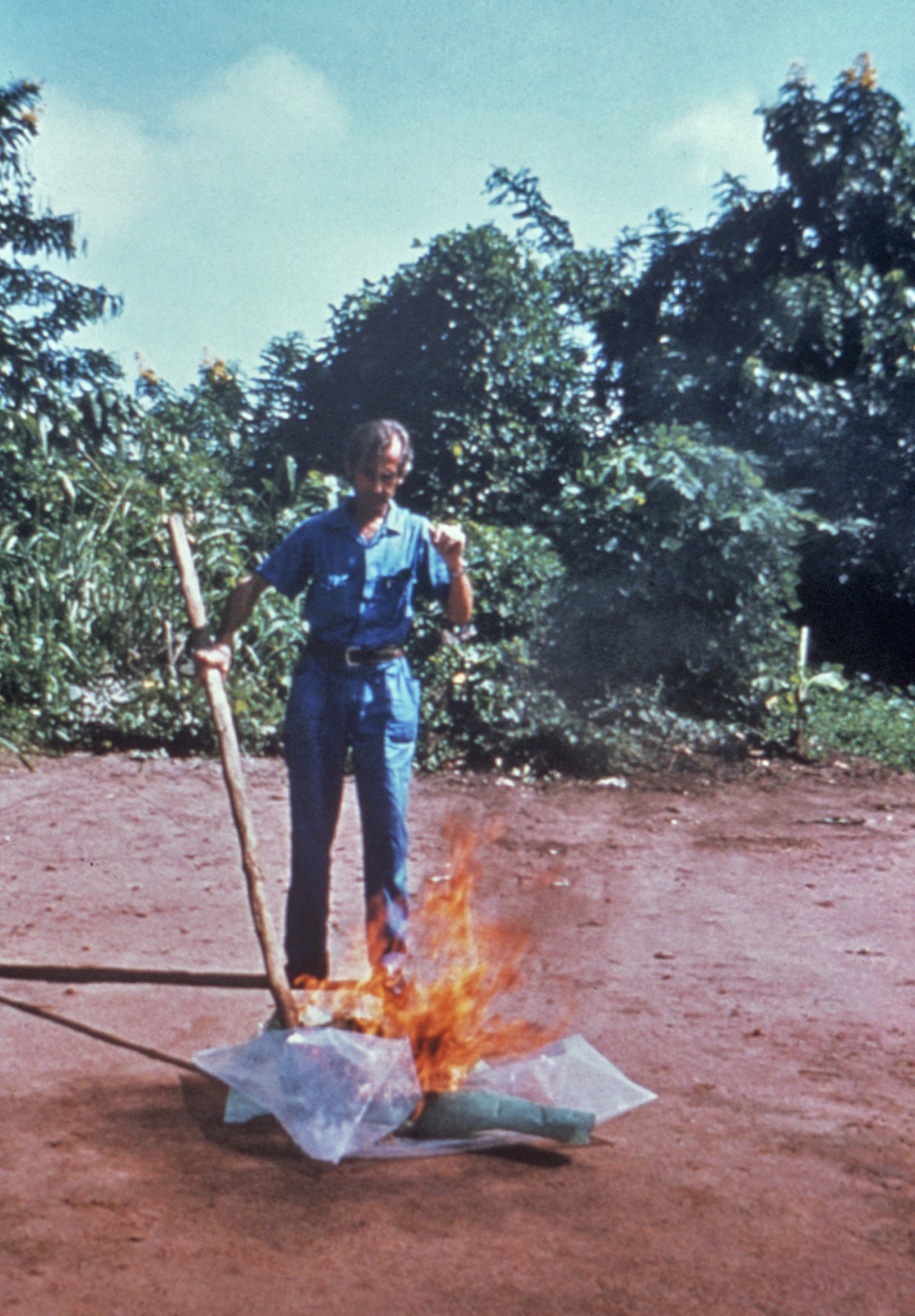
Un treballador del CDC incinera residus mèdics dels malalts d'Ebola el 1976 a Zaire.

El 2014, es va produir un brot de la malaltia del virus de l'Ébola a la República Democràtica del Congo (RDC). La seqüenciació del genoma va demostrat que aquest brot no estava relacionat amb el brot del virus Ébola 2014-15 Àfrica Occidental, però era la mateixa espècie EBOV, de l'espècie Zaire. Va començar a l'agost de 2014 i es va declarar una altra vegada al novembre d'aquest any amb un total de 66 casos i 49 morts. Aquest és el setè brot a la RDC, tres dels quals es va produir durant el període en què el país era conegut com a Zaire.

### 1976

#### Brot de Sudan
El primer brot conegut de EVD es va identificar només després d'ocorrer, la qual cosa es produí entre juny i novembre de 1976 a Nzara, Sudan del Sud, (llavors part del Sudan) i va ser causada pel virus del Sudan (SUDV). El brot de Sudan va infectar a 284 persones i en va matar a 151. El primer cas identificat al Sudan es va produir el 27 de juny en un empleat d'una fàbrica de cotó a Nzara, i que va ser hospitalitzat el 30 de juny i va morir el 6 de juliol. Tot i que el personal mèdic de l'OMS es va involucrar en el brot del Sudan va ser conscients de que es tractava d'una malaltia desconeguda fins llavors, el procés real d'"identificació positiva" i la denominació del virus no es va produir fins uns mesos més tard, a la República Democràtica del Congo.

#### Brot del Zaire
El 26 d'agost de 1976 es va iniciar un segon brot d'EVD a Yambuku, un petit llogaret rural del districte de Mongala, al nord del Zaire (ara conegut com a República Democràtica del Congo). Aquest brot va ser causat per l'EBOV, anteriorment anomenat Zaire ebolavirus, que és un membre diferent del gènere Ebolavirus que en el primer brot de Sudan. La primera persona infectada amb la malaltia va ser Mabalo Lokela, director de l'escola del poble, que va començar a presentar símptomes el 26 d'agost de 1976. Lokela havia tornat d'un viatge al nord del Zaire, prop de la frontera amb la República Centreafricana, després d'haver visitat el riu Ebola entre el 12 i el 22 d'agost. Es creia originalment que tenia malària i li donaven quinina. No obstant això, els seus símptomes van continuar empitjorant, i va ser admès a l'Hospital de la Missió de Yambuku el 5 de setembre. Lokela va morir el 8 de setembre, 14 dies des que va començar a mostrar símptomes.
Poc després de la mort de Lokela, altres persones que havien estat en contacte amb ell també van morir, i la gent del poble de Yambuku va començar a entrar en pànic. Això va portar al ministre de Salut del país, juntament amb el president del Zaire, Mobutu Sese Seko, a declarar a tota la regió, incloent Yambuku i la capital del país, Kinshasa, una zona de quarantena. Ningú no estava autoritzat a entrar o sortir de la zona, per carretera, vies navegables o aeròdroms situats sota la llei marcial. Es van tancar escoles, empreses i organitzacions socials [178]. Els investigadors del CDC, inclòs Peter Piot, co-descobridor de l'Ebola, van arribar més tard per avaluar els efectes del brot, observant que "tota la regió estava en pànic". [179] [180] [181] Piot va concloure que les monges belgues havien iniciat involuntàriament l'epidèmia donant injeccions de vitamines innecessàries a les dones embarassades, sense esterilitzar les xeringues i les agulles. El brot va durar 26 dies, amb una quarantena de 2 setmanes. Entre les raons per les quals els investigadors van especular va desaparèixer la malaltia, van ser les precaucions dels habitants locals, la quarantena de la zona i la suspensió de les injeccions [178].